# 田子池
田子池（たこいけ）は、長野県長野市にある池。

## 地理
長野市の北東部、若槻の田子地区と吉地区との境に位置する。東西方向に240メートル、南北方向に220メートルの丸みを帯びた池で、面積は約5ヘクタールである。
地名の「田子」は、もともと「多湖」あるいは「多胡」と書き、かつては7から8か所の湖があったと言われている。人々はそれらを干拓して村落を作っていった。かつての湖の跡の最深部に形成されたのが田子池であるという説もあるが、成因について詳しいことは不明である。
池の水は農業用水として用いられており、田子・吉・三才の各地区に配水される。江戸時代には既に農業用水として用いられており、水を巡って村同士が争うこともあった。明治時代には田子・吉の2か村が池の所有権を巡って争った結果、3ヘクタールが田子地区、残り2ヘクタールが吉地区に所属することとなった。1924年（大正13年）、田子池が干上がるほどの水不足を契機に田子池水利組合が結成。さらに1927年（昭和2年）には耕地整理組合が設立され、池の拡張工事が実施された。
田子池では、「長野市における“スケート発祥の地”といえるほど、さかんにスケートが行われた」という。冬、結氷した湖面が長野市民のスケートリンクとして開放され、スケート大会も開催された。地元では『田子池スケート歌』が制作され、大会に出場した地元出身選手への応援歌として歌われた。1952年（昭和27年） - 1953年（昭和28年）にはオリンピック出場経験もあるフィギュアスケート選手の稲田悦子が当地を訪れて演技を披露したこともある。しかし、暖冬の影響で湖面が結氷しにくくなり、屋内スケート場が開設されたことや、スケート以外の娯楽が増えたこともあって、田子池におけるスケートは衰退した。

## アクセス
公共交通機関
付近に「田子」バス停が設置されている。長電バスによってJR北陸新幹線・長野駅やしなの鉄道・牟礼駅（上水内郡飯綱町）へ至る路線バスが運行されている。